# Reia (satélite)
Reia (FO 1943: Réia) também designada Saturno V, é a segunda maior lua de Saturno com 1528,0 km de diâmetro e a nona maior do Sistema Solar, com um período orbital de 4,52 dias.

Foi encontrado uma quantidade de oxigênio em Reia, o que pode ser uma descoberta importante para a Astrobiologia, já que sugere a possibilidade de vida.

## Caracteristicas

### Tamanho e massa

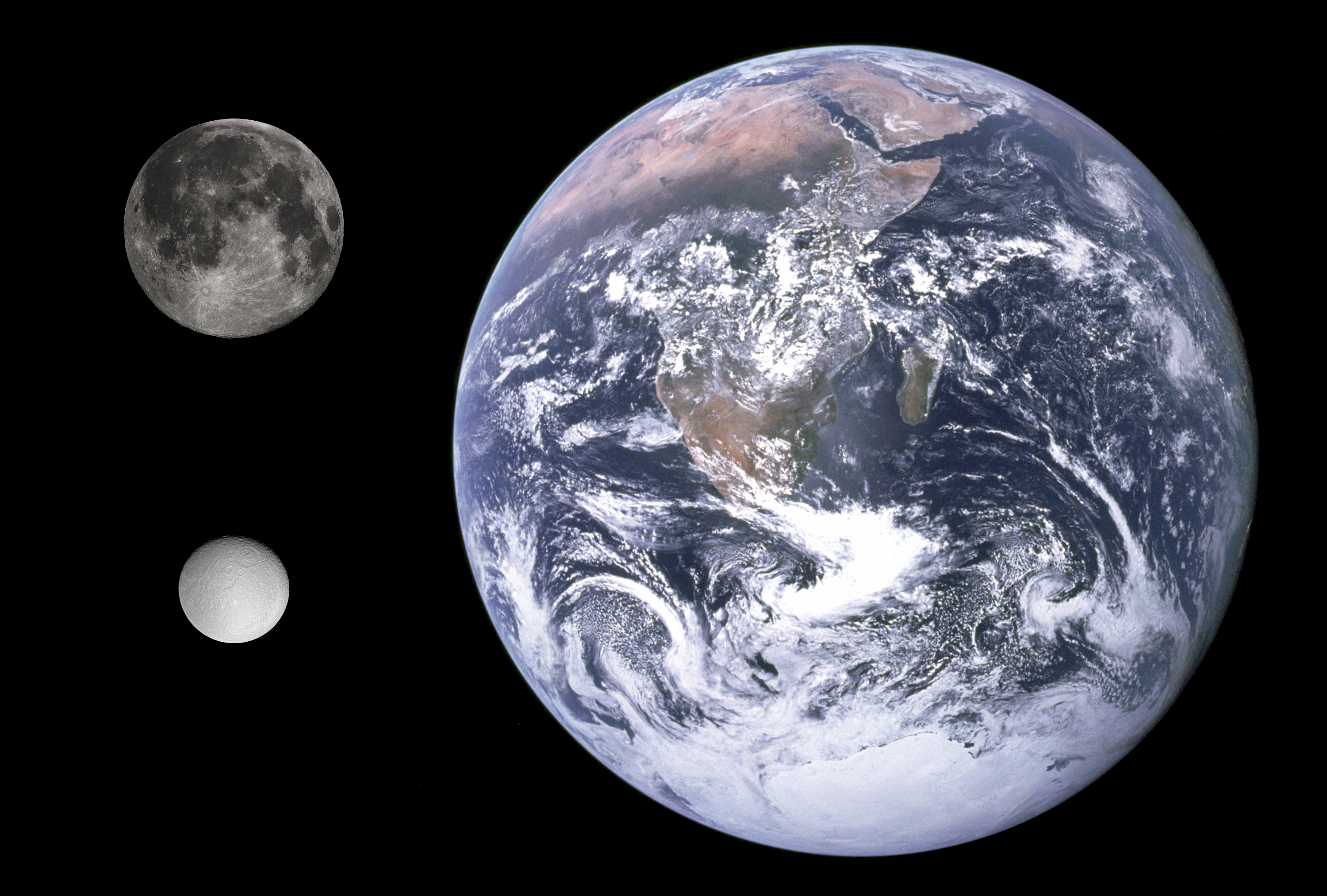
Imagem comparando os tamanhos de Réia (Canto inferior esquerdo), da Lua (Canto superior direito) e da Terra (A direita).

Reia possui uma densidade de aproximadamente 1,23 g/cm³ e uma massa de 2.49×10²¹ kg. Seu raio é de cerca de 764 km. 

### Interior
Antes da missão Cassini-Huygens, presumia-se que Réia tinha um núcleo rochoso.No entanto, medições feitas durante um sobrevoo próximo da sonda Cassini em 2005 colocaram isso em dúvida. Em um artigo publicado em 2007, foi alegado que o coeficiente de momento de inércia adimensional axial era 0,4. Tal valor indicava que Réia tinha um interior quase homogêneo (com alguma compressão de gelo no centro), enquanto a existência de um núcleo rochoso implicaria um momento de inércia de cerca de 0,34.No mesmo ano, outro artigo afirmou que o momento de inércia era de cerca de 0,37. Réia sendo parcial ou totalmente diferenciada seria consistente com as observações da sonda Cassini.Um ano depois, outro artigo afirmou que a lua pode não estar em equilíbrio hidrostático, o que significa que o momento de inércia não pode ser determinado somente a partir dos dados gravitacionais.Em 2008, um autor do primeiro artigo tentou reconciliar esses três resultados díspares. Ele concluiu que há um erro sistemático nos dados de rádio Doppler da Cassini usados na análise, mas após restringir a análise a um subconjunto de dados obtidos mais próximos da lua, ele chegou ao seu antigo resultado de que Réia estava em equilíbrio hidrostático e tinha um momento de inércia de cerca de 0,4, novamente implicando um interior homogêneo.

### Temperatura
A temperatura da pequena lua varia entre -174ºC e -220ºC, semelhante ás luas Dione e Tétis.

### Sistema de anéis
Em 6 de março de 2008, Geraint Jones, um cientista especializado na sonda Cassini, anunciou que Reia talvez possua um sistema de anéis tênue. Um disco de detritos e pelo menos um anel foram detectados por um conjunto de seis equipamentos da Cassini projetados para o estudo da atmosfera e das partículas ao redor de Saturno e suas luas.Se a informação se confirmar, seria a primeira descoberta de anéis em torno de uma lua planetária.

### Atmosfera
Em 27 de novembro de 2010, a NASA anunciou a descoberta de uma atmosfera tênue (exosfera) em Reia. Ela consiste de oxigênio e dióxido de carbono em proporções de aproximadamente 5 para 2. A densidade da atmosfera na superfície é de cerca de 106 moléculas por centímetro cúbico.Porém, este não é um fator que consolida a hipótese da existência de vida em Reia, devido ela estar fora da zona habitável do Sistema Solar.